# De Rozario
De Rozario is een restaurant in Helmond. De eetgelegenheid had van 2019 tot en met 2024 een Michelinster.

## Locatie
Het restaurant is gelegen in het noorden van het centrum van de Brabantse plaats Helmond. Het gebouw dat het restaurant huisvest is een Rijksmonument uit 1891, dat is ontworpen door architect Jan Willem van der Putten. Vroeger deed het pand dienst als postkantoor en dienstwoning. De laatste jaren was het onder andere een locatie van Eindhovens Dagblad en was restaurant Se7en er gevestigd. Tot 2020 was De Rozario gevestigd aan de Steenweg in het westen van Helmond.

## Geschiedenis
Chef-kok Jermain de Rozario deed ervaring op bij onder andere De Lindehof in Nuenen. In 2016 opende hij de deuren van zijn eigen restaurant, vernoemd naar zijn achternaam, De Rozario.
Drie jaar na de opening, op 17 december 2018, bij de uitreiking van de Michelinsterren voor 2019, ontving De Rozario een Michelinster. In 2024 verloor het restaurant de ster.
De eetgelegenheid had in 2024, 15 van de 20 punten in de GaultMillau-gids, een punt hoger dan het jaar ervoor. De zaak stond in 2022 voor het eerst in de top 100 van beste restaurants van Nederland, op plaats 63. Een jaar later stond De Rozario op de 50ste plek.